# Peter Jochen Winters
Peter Jochen Winters (* 14. Dezember 1934 in Bremen) ist ein deutscher Journalist und Publizist.

## Leben
Winters studierte ab 1954 Wirtschaftswissenschaften, Politische Wissenschaften, Soziologie, Rechts- und Staatsphilosophie in Freiburg im Breisgau. 1957 erhielt er das Diplom als Volkswirt, 1959 promovierte er mit der Arbeit Die „Politik“ des Johannes Althusius und ihre wichtigsten zeitgenössischen Quellen zum Dr. phil. Ab 1960 war er Redakteur von Christ und Welt, deren Chefredakteur der ehemalige SD-Offizier Giselher Wirsing war. 1965 forderte er in einem Artikel Haftverschonung für den Massenmörder Erich Ehrlinger, da dieser erkrankt war.
Von 1963 bis 1965 beobachtete er den Auschwitzprozess in Frankfurt und veröffentlichte seine Berichte in Christ und Welt und der Frankfurter Allgemeinen Zeitung (FAZ). Für seine Berichte erhielt Winters 1965 den Deutschen Journalistenpreis.
Winters war von 1968 bis 1999 Redakteur der FAZ, ab 1972 in der Redaktion Berlin, von 1977 bis 1990 als akkreditierter ständiger Korrespondent der FAZ in der DDR. Ab 1989 war Winters zunächst Mitglied des Gründungsausschusses und später des Arbeitsausschusses der Stiftung „Topographie des Terrors“. Ab 1990 beobachtete er für die FAZ den Prozess der Deutschen Wiedervereinigung.
Winters ist Journalist und Autor wissenschaftlicher und publizistischer Werke, Mitarbeiter von Handbüchern, Lexika, Sammelbänden und Zeitschriften.

## Schriften
- Andreas Malycha, Peter Jochen Winters: Die SED: Geschichte einer deutschen Partei. Verlag C.H.Beck, München 2009, ISBN 978-3-406-59231-7
  - Zugleich: Geschichte der SED: von der Gründung bis zur Linkspartei. Bundeszentrale für Politische Bildung, Bonn 2009, ISBN 978-3-8389-0010-0
- Florian Bolk (Ill.), Peter Jochen Winters (Text): Gedenkstätte und Museum Sachsenhausen. Stadtwandel, Berlin 2011, ISBN 978-3-86711-169-0
- Florian Bolk (Fotos), Peter Jochen Winters (Autor): Dokumentationszentrum Topographie des Terrors Berlin. Stadtwandel, Berlin 2012, ISBN 978-3-86711-130-0
- Nicole Glocke und Peter Jochen Winters: Im geheimen Krieg der Spionage: Hans-Georg Wieck (BND) und Markus Wolf (MfS); zwei biografische Porträts. Mitteldeutscher Verlag, Halle (Saale) 2014, ISBN 978-3-95462-253-5
- Den Mördern ins Auge gesehen: Berichte eines jungen Journalisten vom Frankfurter Auschwitz-Prozess 1963–1965. Metropol, Berlin 2015, ISBN 978-3-86331-253-4
  - Lizenzausgabe: Bundeszentrale für politische Bildung, Bonn 2016, ISBN 978-3-8389-0530-3
- Markus Wolf. Ein biografisches Porträt. Metropol-Verlag, Berlin 2021, ISBN 978-3-86331-587-0.

als Herausgeber
- 100 Jahre Gartenstadt Frohnau: ein Berliner Ortsteil eigener Art. Neumann, Berlin 2010, ISBN 978-3-00-030826-0